# Brooke Fraser
Pour les articles homonymes, voir Fraser.
 (décembre 2018).
Si vous disposez d'ouvrages ou d'articles de référence ou si vous connaissez des sites web de qualité traitant du thème abordé ici, merci de compléter l'article en donnant les références utiles à sa vérifiabilité et en les liant à la section « Notes et références ».
Brooke Gabrielle Fraser Ligertwood, plus connue sous le nom de Brooke Fraser ou, après son mariage, Brooke Ligertwood, est une auteure-compositrice-interprète néo-zélandaise née le 15 décembre 1983. Ayant à son actif trois albums qui ont connu de grand succès en Nouvelle-Zélande ainsi qu'en Australie dont le troisième la fit connaître dans le monde grâce au titre "Something in the water". Elle est membre du groupe chrétien australien Hillsong Worship.
Étant inspirée par plusieurs légendes de la musique comme Paul Simon ou encore Joni Mitchell, son genre musical est ancré vers la pop et le folk. 
Elle est surtout une artiste engagée ayant participé à plusieurs associations telle que "Charity Water", une association visant à construire des puits en Éthiopie.
Elle a vendu près de 200 000 exemplaires d'albums dans son pays natal.

## Biographie
Brooke Fraser est l'aînée de trois enfants de Bernie Fraser, un ancien joueur des All Blacks, et de Lynda Fraser. Elle a grandi à  Wellington, en Nouvelle-Zélande.
Lorsque sa mère l'a entendue jouer du piano quand elle avait deux ans, elle fera en sorte que sa fille ait accès aux instruments de musique.
Le premier souvenir musical de Brooke fut de regarder son grand-oncle Athol, « un joueur de trompette manchot », pratiquant la respiration circulaire sur sa corne.
À 7 ans, Brooke prend des cours de piano. À 12 ans, elle commence à écrire des chansons après que son ancien professeur de musique a demandé à sa classe de composer une musique originale pour Noël: « J'ai découvert que je me suis sentie à l'aise dans le processus de création des mots et des mélodies », se souvient-elle. « Et j'ai écrit depuis. ». Elle apprendra ensuite à composer avec une guitare en autodidacte, ayant comme idoles James Taylor, Carole King, Joni Mitchell et Paula Cole.
Malgré ses talents de chanteuse, elle n'a jamais pris de cours de chant, et à partir de 15 ans, elle écrit pour un magazine chrétien intitulé "Soul Purpose". Elle en deviendra même éditrice mais quittera ce poste pour se consacrer pleinement à sa carrière musicale.

### Les débuts
En 2000, Brooke Fraser a chanté au "Parachute", un festival annuel de musique néo-zélandaise. Elle fera plus tard, une autre performance comme guest en 2007.
En 2002, alors que Fraser était à Auckland, Scotty Pearson, le batteur d'un groupe du nom de "Elemeno P", a organisé une rencontre avec celui qui va devenir le manager de la chanteuse, Matty J. Celui-ci assurera ensuite des propositions avec des principaux labels qui avaient manifesté leur intérêt pour Brooke. Elle avait alors le choix entre cinq labels différents, et a choisi de signer un contrat de plusieurs albums avec Sony Music à l'âge de 17 ans.

#### What to Do with Daylight(2003)
Le premier album de Brooke Fraser a été réalisé fin 2003, en Nouvelle-Zélande où il fut numéro un et disque d'or la même semaine. L'album sera finalement sept fois disque de platine et vendu à plus de 105 000 exemplaires en Nouvelle-Zélande seulement. Il est resté dans les charts d'albums pendant 66 semaines.
Le premier titre envoyé comme single fut "Better", une chanson que Brooke a écrite lorsqu'elle avait 17 ans, au lycée. Elle a d'ailleurs été utilisée dans une publicité appelée "World Vision" où la chanteuse apparaît. Dans le clip de la chanson, l'acteur Temuera Morrison joue le père de la chanteuse. La vidéo parle essentiellement d'un père alcoolique et violent qui ne prend jamais soin de lui, et Brooke Fraser, comme elle le chante dans la chanson, veut tout faire pour qu'il aille mieux. "Better" a fait ses débuts dans le classement des singles de la Nouvelle-Zélande le 6 juillet 2003 et a atteint la troisième position, où il est resté quatre semaines. La chanson est restée en tout 22 semaines dans le classement.
En 2004, "Lifeline", le second single promotionnel de What to Do with Daylight, fut le premier en Australie. Ce titre a été ré-enregistré à Sydney pour sa sortie en Australie avec un son plus rock, des guitares supplémentaires et quelques modifications dans les arrangements vocaux ajoutés à la piste. Il y eut alors deux vidéos de cette chanson, l'une est la version originale publiée en Nouvelle-Zélande, l'autre est la version ré-enregistrée. Le clip original montre Brooke Fraser et son groupe jouant à un jeu de société intitulé "Lifeline", où le plateau a été chargé électriquement et il en résulte un choc si une pièce touche le métal. Chaque fois qu'un membre de la bande entre en contact avec le métal, ils se désintègrent, comme si elles ont été électrocutées. À la fin de la vidéo, l'interprète est seule pour se rendre à la case finale en toute sécurité mais nous découvrons qu'elle ne le fait pas. La version internationale a été tournée dans divers endroits de la région d'Auckland. Chaque "shot" montre l'artiste dans des positions similaires, de sorte que lorsque le fond et l'environnement change, on ait l'impression qu'elle poursuit sa route normalement. La vidéo a été diffusée en Australie, suivi de la sortie de son album ici, avec une pochette modifiée et la nouvelle version de "Lifeline" a remplacé l'ancienne. La pochette initiale du single a été remplacée par une pause de la chanteuse sur un fauteuil, donc la même pochette que son premier single "Better". La chanson a été incluse dans une compilation de chansons venant de la Nouvelle-Zélande "Now That's What I Call Music 14" en 2004. "Lifeline" fait ses débuts dans les charts néo-zélandais à la 38e place, le 16 novembre 2003 et a atteint la septième place pendant deux semaines. Le titre est resté 20 semaines dans le classement.
Le troisième extrait de l'album, "Saving the World", nous raconte comment éviter l'apathie dans une relation en discutant de croyance religieuse ou de sa foi. La chanson fut 49e à ses débuts dans les charts le 21 mars 2004, puis fut 15e plus tard. "Saving the World" est resté 15 semaines dans le classement.
Suit ensuite "Arithmetic". Dans son quatrième clip, la chanteuse se trouve dans un studio mal éclairé, avec des guirlandes sur son piano. Comme la chanson ne comporte qu'un piano et des cordes frottées, le quatuor à cordes est également visible dans une autre partie de l'atelier avec leur musique, se distinguant puisqu'ils sont également éclairés par des guirlandes. Pour cette abondance de lumières féeriques, "Arithmetic" a reçu comme prix satirique le "Most used fairy lights in a video clip". La chanson fut 8e dans le classement et restera pendant 19 semaines.
Après la publication de What to Do with Daylight (Que faire avec lumière du jour), Brooke Fraser fait une tournée en 2004, en Australie et en Nouvelle-Zélande avec l'artiste américain John Mayer, puis en tournée en Nouvelle-Zélande avec l'artiste et vétéran britannique du rock David Bowie. Alors en tournée avec John Mayer, elle a rencontré son guitariste et claviériste Michael Chaves.
La promotion de l'album s’arrêta en 2005 par le titre "Without You". Il fut 16e le 24 janvier 2005 dans les charts, et y resta pendant 9 semaines.  Cette à cette période qu'elle commence à écrire des chants de louange .

#### Albertine(2006)
En 2005, avant l'écriture et la préparation de son prochain album, Brooke Fraser a fait un voyage en Afrique pour aller au Rwanda avant de visiter des enfants commanditaire en Tanzanie, car elle est une défenseure de parrainage d'enfants. Pendant ce voyage, elle a été si émue qu'elle a écrit la chanson Albertine, dédié à un jeune enfant (nommé Albertine), qu'elle a rencontré au Rwanda. Elle a ensuite décidé de faire de cette chanson le titre éponyme de l'album.
Pour son deuxième album, Brooke Fraser a décidé de recruter une nouvelle équipe, principalement constitués de musiciens américains ayant travaillé avec un éventail d'artistes remarquables, à la fois en direct et en enregistrement.
En 2006, Brooke et le groupe entre en studio à Los Angeles pour enregistrer l'album. Plus tard, elle a permis à ses fans d'écouter le premier single de l'album Deciphering Me via sa page MySpace. Le single a été réalisé d'abord juste pour passer en radio et, finalement, en CD, et a atteint le quatrième place dans les charts néo-zélandais. Lors d'une entrevue, elle a déclaré que la chanson parle de « vulnérabilité et de confiance ». Le clip de Deciphering Me a été tourné à Tokyo en octobre 2006.
Le 4 décembre 2006, Albertine a été publié en Nouvelle-Zélande et a été double disques de platine moins d'un mois après sa sortie et est resté à ce jour dans le top 20 chaque semaine depuis. L'album est sorti en Australie et à l'étranger le 31 mars 2007. Albertine est également le premier album de la Néo-zélandaise apparue aux États-Unis, annoncé le 27 mai 2008 et entré dans le Billboard 200 en 90e position, le 19 juillet 2008.
Le second single officiel fut Shadowfeet. Il a été le premier single qu'elle a publié aux États-Unis, fut la 9e chanson la plus jouée au "Christian Hit Radio", une radio américaine jouant des morceaux modernes mais ayant des textes concernant la foi chrétienne et a été utilisée dans des publicités pour une série télévisée. Shadowfeet a été 13e au "New Zealand Singles Chart", 17e au "U.S Hot Christian Adult Contemporary Chart" et 13e au "U.S Hot Christian Songs".
Le 6 avril 2007, la chanteuse a chanté Deciphering Me pour l'appel du Vendredi saint, un événement de collecte de fonds annuelle télévisé qui amasse des fonds pour l'Hôpital des enfants royaux à Melbourne.
La chansonAlbertine fut le troisième single promotionnel. Au contraire de ses autres singles, celui-ci n'est apparu dans aucun classement, mais grâce à ce titre, elle gagnera un "APRA Silver Scroll Awards". La face B fut une version live de sa chanson C.S Lewis Song, où un clip de cette chanson a d'ailleurs été fait.
En août, elle a visité l'Amérique du Sud. 
En septembre, elle re-visite plusieurs grandes villes américaines et a terminé la tournée au Shepherds Bush Empire à Londres.

#### Flags(2010)
Tenu chaque année en Californie, le Coachella Valley Music and Arts Festival est une fête importante pour beaucoup de gens. Pour Brooke Fraser, la Coachella 2009 a été l'événement qui a réveillé son désir de faire de la musique. Car après le bon succès de son second album Albertine, Brooke a décidé de faire une pause : « Je me sentais tellement épuisée, je pouvais à peine sortir du lit et encore moins à penser à écrire des chansons pour un troisième album » s'exprima-t-elle.
C'est en écoutant l'un de ses groupes préférés, les Fleet Foxes, qu'elle a repris le chemin des studios et retrouvé l'envie de faire de la musique : « Robin Pecknold a commencé à chanter et la pureté de sa voix semblait faire fondre tous les souvenirs du traumatisme et de la désillusion », se souvient-elle. « Ensuite, les autres voix se sont rejointes et tout semblait si humain et honnête, moi et tout le monde autour de moi étions captivés. Nous étions tous en train de parler, et nous étions tous en train d'écouter. Ce fut un moment où je me suis souvenue de la puissance de la musique définie comme un langage, un connecteur. Je me suis souvenue que j'ai reçu le don de parler un dialecte particulier de cette langue et réalisé que je n'avais pas la possibilité de me réduire au silence et que je ne le voulais pas. ».
Le troisième album de Brooke Fraser Flags (Drapeaux) a été enregistré à Hollywood en été 2010. Cet album compte la participation de différents artistes tels que Jon Foreman (chanteur de Switchfoot), Aqualung et Cary Brothers.
Il atteindra la première place du top album en Nouvelle-Zélande, no 3 en Australie, et est entré au no 59 du Billboard 200 aux États-Unis. Flags a été certifié disque d'or en Australie et triple disques de platine en Nouvelle-Zélande où il était le sixième album le plus vendu de l'année 2010.
Le premier single, Something In The Water, a connu un succès radiophonique étendue à travers le monde et aussi dans les ventes.
Cet album a reçu des éloges de ses pairs comme la presse. Sara Bareilles a annoncé à ses 2 millions d'adeptes sur Twitter: « Si vous ne la connaissez pas, vous devriez. @Brookefraser est un putain de joyau. »
Dans sa critique de Flags, Glide Magazine a déclaré : « Le troisième album de Brooke Fraser, Flags, est une merveille de l'imagerie  avec des paroles étonnantes à travers, des chanteurs invités impressionnants qui se joint à elle (Cary Brothers, Jon Foreman et Aqualung entre autres), de Fraser. Des performances éthérées et soufflées aux paysages sonores de grande envergure, ce disque est trempé dans la beauté et se présente comme l'une des réalisations les plus remarquables de l'année 2010 ».
À l'appui de Flags sortie en Suisse, Brooke fera une apparition en novembre 2011 dans "ENERGY STARS FOR FREE", un événement à Zurich aux côtés de Lenny Kravitz et Snow Patrol.
En 2011, elle fait sa première apparition sur une télévision française lors de l'émission Taratata.

### Vie personnelle
Après le succès de son premier album, Brooke Fraser déménage à Sydney, où elle vit depuis 2004. 
Le 17 mars 2008, elle a épousé Scott Ligertwood, en changeant son nom pour Brooke Ligertwood. "Brooke Fraser" reste tout de même son nom de scène.
Elle dirige et écrit des chansons pour Hillsong Worship, sous le nom de famille de son mari, "Ligertwood". On peut compter Desert Song et Hosanna comme chanson et What a Beautiful Name, comme ses plus grands succès.
Après la tournée de son deuxième album "Albertine" pendant près de 4 ans, Fraser rentre à Sydney. Elle a pris presque une année sabbatique sans faire de la musique. Mais c'est après avoir assisté à la "Coachella Valley Music and Arts Festival" aux États-Unis qu'elle a été inspirée pour son troisième album.
Le 18 septembre 2015, Brooke et son mari accueillent leur premier enfant, une fille prénommée Dylan Wilde Ligertwood.

### Philanthropie
Brooke Fraser a connu le succès dans sa carrière pendant de nombreuses années, et elle a toujours utilisé son succès pour mettre en évidence de nombreuses bonnes causes et de projets caritatifs, afin de leur donner de grandes quantités d'argent.
Fin 2010, alors qu'elle promouvait son troisième album Flags aux États-Unis, elle mènera une campagne en collaboration avec l'association "Charity Water" et demandera à ses fans de faire un don de 27 dollars, en l'honneur de son 27e anniversaire. Le but était d'amasser 50 000 dollars pour construire des puits d'eau potable en Éthiopie. Sa campagne a été un succès et a amassé plus de 54 000 dollars. 
Elle a promis de poursuivre son travail avec "Charity Water" sur des projets.
L'artiste engagée a aussi travaillé avec l'association "Vision Mondiale" en tant qu'artiste associée depuis 2001. Elle a visité le Cambodge, la Tanzanie et les Philippines avec des accompagnateurs mais s'est indépendamment rendue au Rwanda en juin 2005 puis est revenue en juin 2006 dans le cadre de l'évènement « Rwanda Espoir ».
En mai 2007, elle a tourné le clip de sa chanson engagée Albertine, titre issu de son deuxième album studio du même nom.
En 2006, elle est apparue dans une publicité pour la grande famine, un événement qui recueille des fonds pour les enfants dans les pays du tiers monde.

## Discographie

### Albums
- 2003 : What to Do with Daylight
- 2006 : Albertine
- 2010 : Flags
- 2014 : Brutal Romantic

### Singles
| Année | Single                   | Album                    |
| ----- | ------------------------ | ------------------------ |
| 2003  | "Better"                 | What to Do with Daylight |
| 2003  | "Lifeline"               | What to Do with Daylight |
| 2004  | "Saving the World"       | What to Do with Daylight |
| 2004  | "Arithmetic"             | What to Do with Daylight |
| 2005  | "Without You"            | What to Do with Daylight |
| 2006  | "Deciphering Me"         | Albertine                |
| 2007  | "Shadowfeet"             | Albertine                |
| 2007  | "Albertine"              | Albertine                |
| 2010  | "Something in the Water" | Flags                    |
| 2010  | "Betty"                  | Flags                    |
| 2011  | "Coachella"              | Flags                    |
| 2014  | "Psychosocial"           | Brutal Romantic          |
| 2014  | "Kings & Queens"         | Brutal Romantic          |
| 2014  | "Je suis prêt"           | Brutal Romantic          |

## Récompenses et nominations

### APRA Awards
Récompenses:
2004: The Most Played Composition in New Zealand (pour "Better")
2004: The Most Played Composition in New Zealand (pour "Deciphering Me")
2007: APRA Silver Scroll (pour "Albertine")
Nomination:
2007: APRA Silver Scroll (pour "Deciphering Me")

### New Zealand Music Awards
Récompenses:
2004: Best Female Solo Artist (pour "What To Do with Daylight")
2004: Breakthrough Artist of the Year (pour "What To Do with Daylight")
2007: Highest Selling Album (pour "Albertine")
2007: Airplay Record of the Year (pour "Deciphering Me")
2009: International Achievement (elle-même)
2011: Album of the Year (pour "Flags")
2011: Best Pop Album (pour "Flags")
2011: Single of the Year (pour "Something in the Water")
2011: Best Female Artist (elle-même)
2011: People's Choice Award (elle-même)
Nominations:
2004: People's Choice Award (elle-même)
2004: Album of the Year (pour "What To Do With Daylight")
2004: Single of the Year (pour "Lifeline")
2004: Songwriter of the Year (pour "Lifeline")
2007: People's Choice Award (elle-même)
2007: Album of the Year (pour "Albertine")
2007: Best Female Solo Artist (pour "Albertine")
2007: Single of the Year (pour "Deciphering Me")

### GMA Dove Awards
Nominations:
2009: Female Vocalist of the Year (elle-même)

### Grammy Award
2018: Meilleure chanson de musique chrétienne contemporaine What a Beautiful Name